# Ineos Grenadier
O Grenadier é um veículo todo-o-terreno produzido pelo construtor de automóveis britânico Ineos Automotive Ltd., divisão do grupo petroquímica Ineos. Ele entrou em produção em julho de 2022. O Granadier foi projetado para ser uma substituição moderna do original Land Rover Defender.
O veículo dá o seu nome ao equipa ciclista Ineos (antigamente Sky) em agosto de 2020.

## Apresentação
Ineos Automotive Ltd., a divisão automobilística do grupo de petroquímica Ineos, foi fundada em 2017 pelo presidente do grupo, Sir Jim Ratcliffe, com o fim de comercializar um 4x4 na veia do antigo Land Rover Defender a partir de 2021.
Em 1 julho  de  2020, o construtor apresenta o seu veículo todo-o-terreno Grenadier, motorizado pelos seis cilindros em linha a gasolina e a e diesel do construtor alemão BMW.
Em 3 julho  de  2020, a Ineos anunciou estar em discussão com a Mercedes-Benz intenções de comprar a fábrica de Hambach na França onde estão produzidas os Smart.